# Snijdervogels
Orthotomus (snijdervogels) is een geslacht van zangvogels uit de familie Cisticolidae. Snijdervogels zijn kleine, veelal felgekleurde zangvogels.

## Kenmerken
Snijdervogels hebben meestal groene of grijze bovenzijde en geelwitte of grijze onderzijde. De kop van de meeste snijdervogels is kastanjebruin. Ze hebben korte ronde vleugels, korte gekromde snavels en een korte staart die ze vaak overeind hebben staan. Snijdervogels zijn meestal te vinden in open bossen, struikgewas en tuinen.

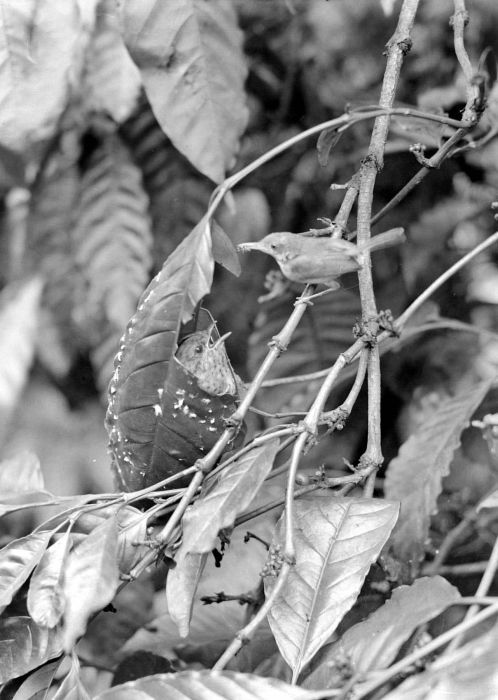
Roodwangsnijdervogel (O. sepium) bij zijn nest met een jong van de klaagkoekoek (Cacomantis merulinus) - Foto Collectie Tropenmuseum, Amsterdam.

## Leefwijze
Snijdervogels ontlenen hun naam (snijder = kleermaker) aan de manier waarop ze hun nesten bouwen. De vogels prikken gaatjes in de randen van bladeren en naaien de bladeren aan elkaar met plantenvezels of spinrag. Zo maken ze een soort wiegje dat ze daarna nog vullen met gras.

## Verspreiding en leefgebied
Ze leven in de tropische delen van de Oude Wereld en dan voornamelijk in Azië.

## Soorten
De volgende soorten zijn bij het geslacht ingedeeld:
- Orthotomus atrogularis – Gestreepte snijdervogel
- Orthotomus castaneiceps – Visayasnijdervogel
- Orthotomus chaktomuk – Cambodjaanse snijdervogel
- Orthotomus chloronotus – Trillersnijdervogel
- Orthotomus cinereiceps – Grijskopsnijdervogel
- Orthotomus derbianus – Luzonsnijdervogel
- Orthotomus frontalis – Roodvoorhoofdsnijdervogel
- Orthotomus nigriceps – Zwartkopsnijdervogel
- Orthotomus ruficeps – Grijze snijdervogel
- Orthotomus samarensis – Samarsnijdervogel
- Orthotomus sepium – Roodwangsnijdervogel
- Orthotomus sericeus – Roodstaartsnijdervogel
- Orthotomus sutorius – Langstaartsnijdervogel

## Snijdervogels ingedeeld bij andere geslachten
Er zijn vier vogelsoorten die in het Nederlands ook snijdervogel heten maar niet zijn ingedeeld bij dit geslacht:
- Artisornis metopias – Roodkapsnijdervogel
- Artisornis moreaui – Moreaus snijdervogel
- Phyllergates cucullatus – Bergsnijdervogel
- Phyllergates heterolaemus – Mindanaosnijdervogel

Deze soorten snijdervogels worden soms nog als soorten uit het geslacht Orthotomus gepresenteerd. Onduidelijk is of deze twee soorten ook een nest maken van twee aan elkaar "genaaide" bladeren.